# Під Бродом (Люблінське воєводство)
Під Бродом (пол. Pod Brodem) — неофіційна частина села Речица у Польщі, в Люблінському воєводстві Томашовського повіту, ґміни Ульгувек.